# Károly Zsák
Károly Zsák (30 de agosto de 1895 - 2 de novembro de 1944) foi um futebolista húngaro que atuava como goleiro. Ele jogou a maior parte de sua carreira no 33 FC e chegou a ser convocado para a Seleção Húngara de Futebol nos Jogos Olímpicos de Verão de 1912 e 1924, embora não tenha jogado nenhuma partida. Jogou 30 vezes pela Seleção Húngara, de 1912 até 1925.

## Carreira
Aos 17 anos, integrou a seleção nacional, da qual integrou 30 vezes. Ele competiu nos Jogos Olímpicos de verão de 1912 e nos Jogos Olímpicos de verão de 1924, mas não competiu. Sofreu um total de 36 golos, quatro deles de penálti.
Em 1927, os médicos baniram-no do futebol. Morreu jovem em 1944.
Seu túmulo está no cemitério Farkasrét. (10/1-1-164)